# Bobby Leach

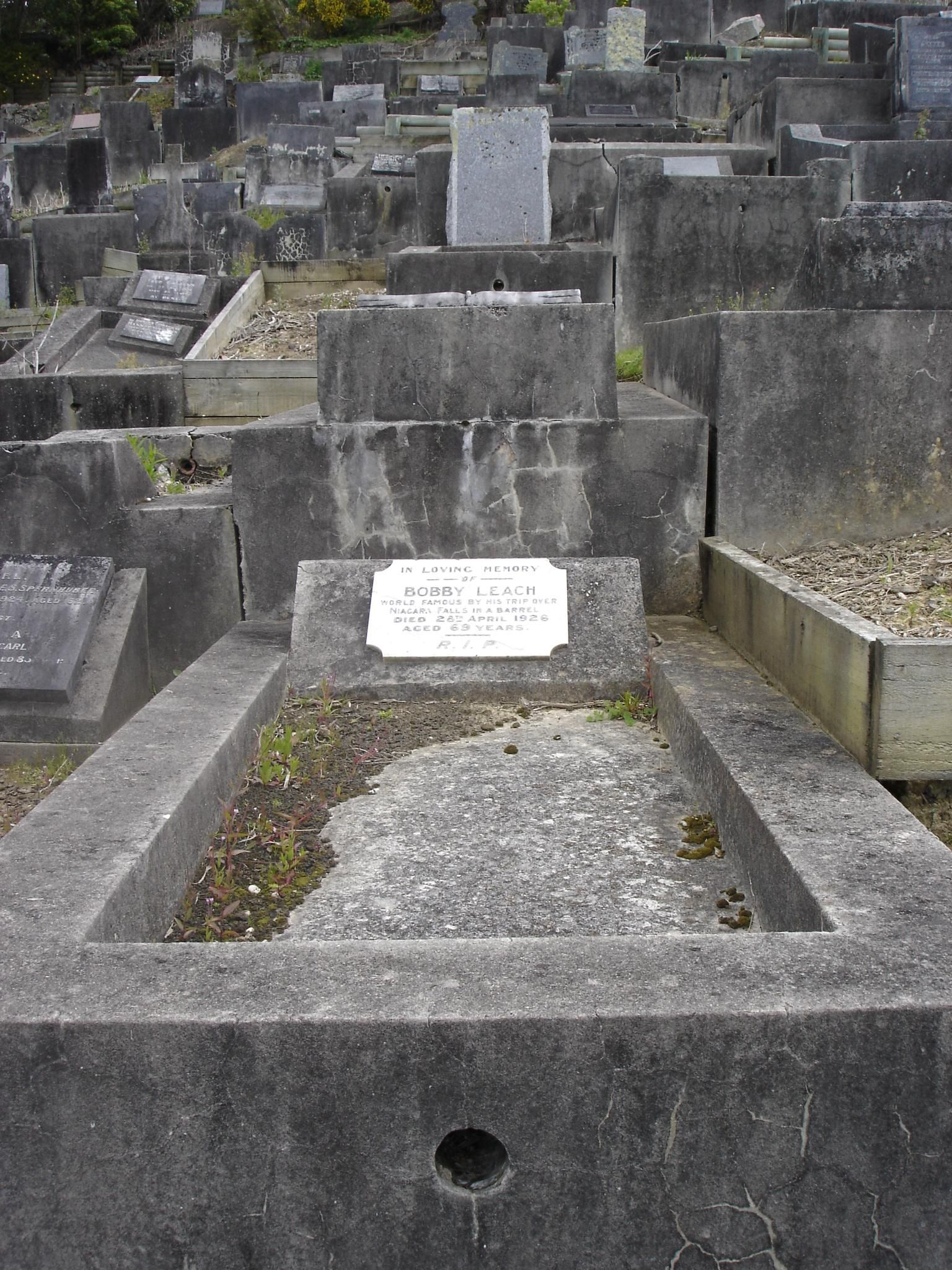
Hrob Bobbyho Leache na hřbitově Hillsborough Cemetery v novozélandském Aucklandu

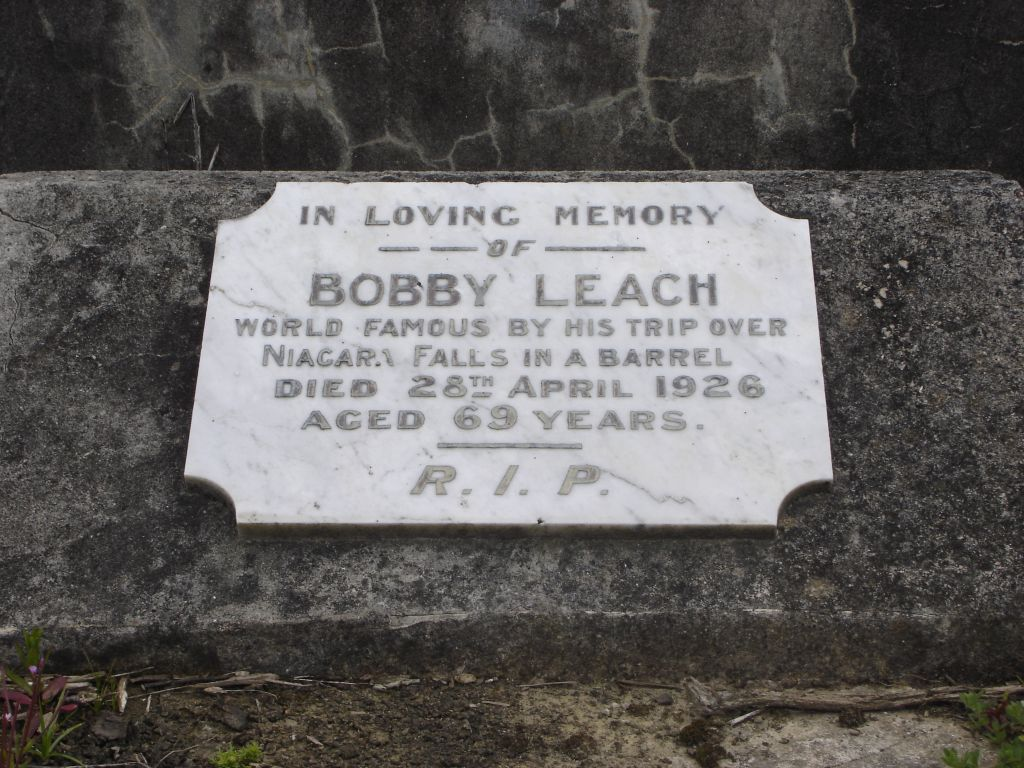
Náhrobní kámen Bobbyho Leache

Bobby Leach (1858 Cornwall – 26. dubna 1926 Auckland) byl anglický cirkusový artista a podnikatel, který se dne 25. července 1911 stal po Annie Edson Taylor druhou osobou a zároveň prvním mužem, který úspěšně zdolal Niagarské vodopády v sudu (respektive kovové kapsli). Následujících šest měsíců poté strávil v nemocnici, kde se zotavoval ze zranění (mj. zahrnující dvě zlomené čéšky a zlomenou čelist), která utrpěl při pádu z vodopádů. Leach vystupoval s cirkusem Ringling Bros. and Barnum & Bailey Circus, a tak mu nebylo cizí kaskadérství. Poté, co viděl zemřít kaskadéra při pokusu ponořit se z 45 m vysoké plošiny do 1,5 m hlubokého bazénu, provedl ponor on sám (úspěšně). Před svým zdoláním Niagarských vodopádů vlastnil restauraci na Bridge Street a chlubil se svým zákazníkům, že cokoli co dokáže Annie Edson Taylor, on dokáže lépe.
Roku 1920 se Leach vrátil do newyorského Niagara Falls a začal zde provozovat kulečníkárnu. Ve svých šedesáti letech se pokoušel přeplavat vířivé peřeje, avšak ani po několika pokusech se mu to nepodařilo. Během těchto neúspěšných pokusů jej zachraňoval Williamem „Redem“ Hillem Sr., říčníkem, který dobře znal Niagarské vodopády a později se v této oblasti stal dobře známým pro své další záchrany.
V roce 1926 si Leach během propagačního turné na Novém Zélandu nedopatřením poranil nohu, když uklouzl na pomerančové slupce. Do nohy se mu dostala infekce a kvůli následně propuklé gangréně mu musela být amputována. Leach zemřel na komplikace s tím spojené o dva měsíce později v Aucklandu.

## V populární kultuře
- Ve 2. řadě televizního seriálu Děsivé dějiny stanice CBBC se objevuje postava Bobbyho Leache (hraný Jimem Howickem), přičemž je zde popsán smrťákem (hraným Simonem Farnabym) jako „další hloupý viktoriánský plavec“ po Leachově krajanovi a kolegovi Matthewu Webbovi (taktéž hraný Jimem Howickem), který zemřel v Niagarských vodopádech.
- Píseň „Over the Falls“ americké metal-rockové skupiny Primus z alba Brown Album vypráví příběh muže, který se připoutá do kovové kapsle, protože plánuje zdolat Niagarské vodopády a získat tak slávu. Ve videoklipu k písni se objevuje kovové kapsle podobná té, kterou ve skutečnosti použil Robert Leach.